# Stefan Berger (Politiker, September 1969)

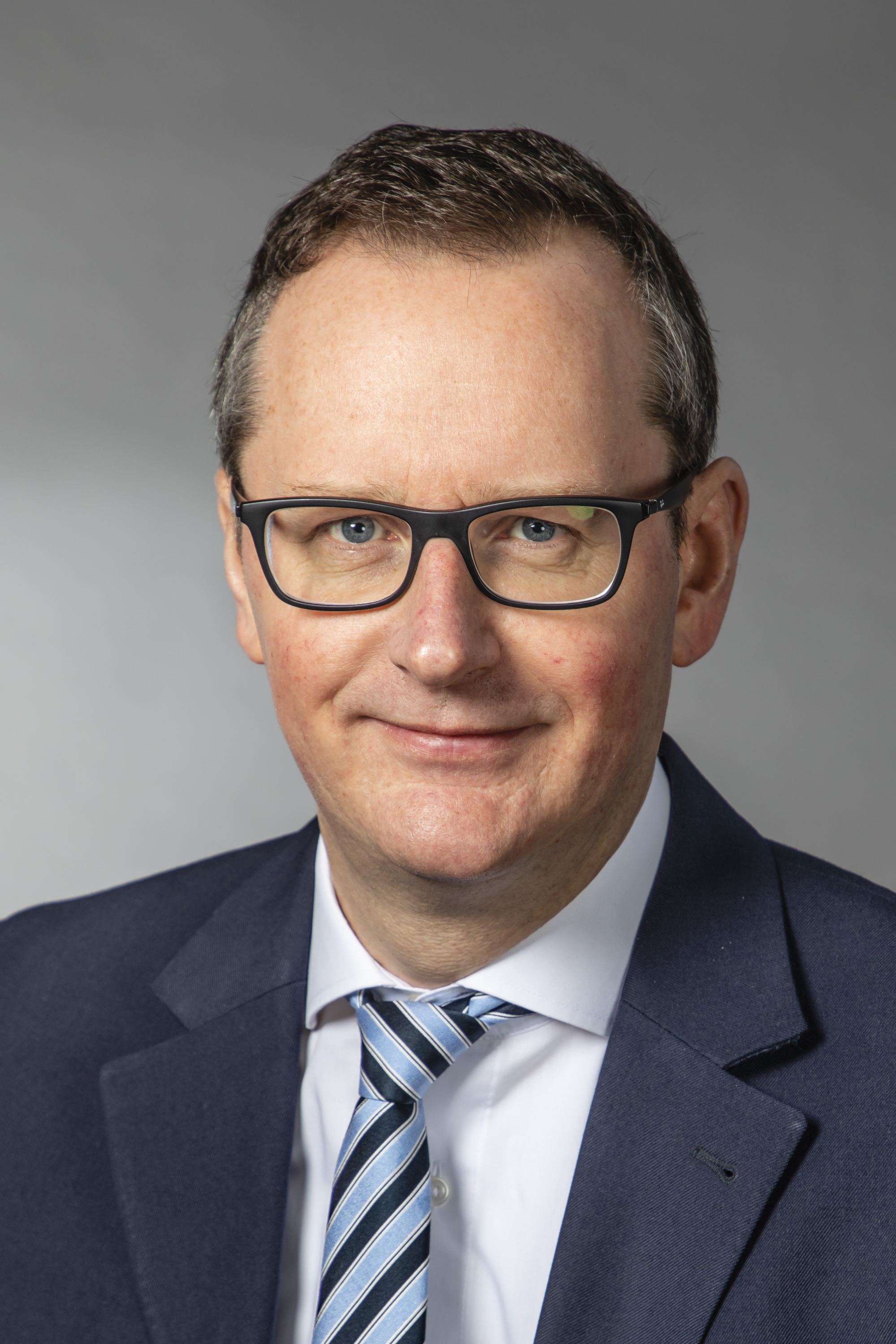
Stefan Berger, 2019

Stefan Heinrich Berger (* 15. September 1969 in Mönchengladbach) ist ein deutscher Politiker (CDU) und Wirtschaftswissenschaftler. Er ist seit 2019 Mitglied des Europäischen Parlaments und gehört der Fraktion der Europäischen Volkspartei (Christdemokraten) an. Zuvor war Stefan Berger Mitglied des Landtags von Nordrhein-Westfalen.
Im Ausschuss für Wirtschaft und Währung des Europäischen Parlaments (ECON) befasst sich Stefan Berger unter anderem mit der Regulierung von Kryptowerten. Er war Berichterstatter des international beachteten Berichts Markets in Crypto-Assets (MiCA) und setzte sich in diesem Zusammenhang für ein regulatorisches Bollwerk gegen Facebooks Währung „Diem“ (ehemals Libra) auf EU-Ebene ein. Die MiCA-Regulierung fand über die Europäische Union hinaus Beachtung.

## Leben
Stefan Berger legte 1989 sein Abitur am Gymnasium St. Wolfhelm, Schwalmtal ab und absolvierte im Anschluss von 1989 bis 1995 ein Studium der Wirtschaftswissenschaften an der Johannes Gutenberg-Universität Mainz. Es schloss dieses 1995 als Diplom-Handelslehrer ab und legte 1997 zusätzlich das Zweite Staatsexamen ab. Sein Referendariat führte Berger am Studienseminar in Düsseldorf durch. Er war danach bei einem Weiterbildungsunternehmen tätig und promovierte 1999 zum Dr. rer. pol. Er übte einen Lehrauftrag für internationale Wirtschafts- und Geldpolitik an der FOM – Hochschule für Oekonomie und Management sowie an der International School of Management (ISM) aus. Berger ist verheiratet und hat eine Tochter.

## Kommunalpolitik
Berger ist seit 1995 Mitglied der CDU und war von 1999 bis 2021 Vorsitzender der CDU Schwalmtal. Seit 2000 ist er Mitglied im Vorstand des CDU Bezirkes Niederrhein und seit 2009 stellvertretender Vorsitzender der CDU im Kreis Viersen. Zudem ist er stellvertretender Vorsitzender der Mittelstands- und Wirtschaftsunion (MIT) in Nordrhein-Westfalen und im Kreis Viersen.
Von 1999 bis 2009 war er Ratsherr der Gemeinde Schwalmtal. In den Jahren 2001 bis 2004 war er Mitglied des Kreistages des Kreises Viersen.

## Landespolitik
Stefan Berger gehörte vom 2. Juni 2000 bis zum 3. Juli 2019 als Abgeordneter dem Landtag Nordrhein-Westfalen an. Er wurde 2000, 2005, 2010, 2012 und 2017 im Wahlkreis Viersen I jeweils direkt gewählt. Er wissenschaftspolitischer Sprecher der CDU-Landtagsfraktion NRW.
2010 war Berger stimmberechtigtes Mitglied bei der Bundesversammlung.
Von 2014 bis 2017 war Stefan Berger außerdem Mitglied des CDU-Bundesfachausschusses für Bildung, Forschung und Innovation. Von 2006 bis 2008 und von 2010 bis 2012 war er jeweils ordentliches Mitglied im Kongress der Gemeinden und Regionen des Europarates.

## Europapolitik
Im Januar 2018 nominierten Kreisvorstand und Kreiskonferenz der CDU Kreis Viersen Berger einstimmig für die Kandidatur zur Europawahl 2019. Der damalige Europaabgeordnete für den Niederrhein, Karl-Heinz Florenz, trat zu dieser Wahl aus Altersgründen nicht mehr an. Im Juni 2018 wurde Stefan Berger von der CDU Niederrhein zum Kandidaten für das Europaparlament gewählt. In einer geheimen Abstimmung um die Empfehlung für den sechsten Listenplatz nominierte der Landesvorstand der CDU NRW Anfang 2019 anstelle des renommierten Europapolitikers Elmar Brok Stefan Berger. Dies führte zu einem starken Medienecho. Am 26. Januar 2019 bestätigte die Landesvertreterversammlung der CDU NRW Berger auf dem als für den Einzug in das Europaparlament sicher geltenden Platz 6 der Nordrhein-Westfälischen Wahlliste für die Europawahl am 26. Mai 2019.
Nach der Auszählung aller abgegebenen Stimmen zur Europawahl 2019 wurde der Einzug Bergers in das Europäische Parlament am 27. Mai 2019 offiziell bestätigt. Berger ist Mitglied im Ausschuss für Wirtschaft und Währung (ECON) und gehört der Delegation für die Beziehungen zu Japan an sowie dem Ausschuss für Beschäftigung und soziale Angelegenheiten (EMPL), dem Ausschuss für Umweltfragen, öffentliche Gesundheit und Lebensmittelsicherheit (ENVI) und der Delegation für die Beziehungen zu Israel (stellvertretendes Mitglied). Er sitzt im Europäischen Parlament neben Silvio Berlusconi.
Berger setzt sich auf EU-Ebene verstärkt für die mittelständische Wirtschaft ein und ist Mitglied im Parlamentskreis Mittelstand Europa sowie im SME-Circle der EVP-Fraktion. Zudem gehört er dem Bundesfachausschuss Europapolitik der CDU an.
Im Ausschuss für Wirtschaft und Währung befasst sich Stefan Berger neben der EU-Wettbewerbspolitik und Digital Finance mit der Regulierung von Kryptowerten.
Bei der Europawahl 2024 wurde Berger auf Platz 6 der nordrhein-westfälischen Landesliste erneut ins Europäische Parlament gewählt. Er ist in der 10. Legislaturperiode (2024–2029) Mitglied im Ausschuss für Wirtschaft und Währung und im Unterausschuss für Steuerfragen sowie stellvertretendes Mitglied im Ausschuss für Industrie, Forschung und Energie.

### Standpunkte und Forderungen
Abwehr eines europäischen De-Facto-Verbots von Proof-of-Work und Bitcoin
Am 14. März 2022 stimmte der Ausschuss für Wirtschaft und Währung (ECON) über Bergers Bericht zur Krypto-Regulierung (MiCA) ab. Im Vorfeld der Abstimmung brachten die Fraktion der S&D und Grünen einen eigenen Änderungsantrag ein, der laut Vertretern aus der Finanzbranche mit einem De-Facto-Verbot von Proof-of-Work und damit des Bitcoins einherging. Berger setzte sich explizit gegen ein Verbot des Bitcoins ein und gewann die Mehrheit des Ausschusses für seine Position. In diesem Zusammenhang wurde Berger zwischenzeitlich von Fachmedien als „Bitcoin-Schutzengel“ bezeichnet.

#### Digitalwährung Diem (ehemals Libra)
Im Zuge der geplanten Einführung von Facebooks Digitalwährung Diem forderte Berger die schnelle Entwicklung eines europäischen Stablecoins als sicheres Gegengewicht zu Facebooks Währung. Berger mahnte, dass Diem Zuckerberg nicht zur Zentralbank machen dürfe.
Stefan Berger ist für den europäischen Bericht der Markets in Crypto-Assets (MiCA) verantwortlich, der als Grundlage für einen Regulierungsrahmen für Krypto-Assets dienen wird.
EU-Kommissionspräsidentschaft
Nach dem Rückzug von Manfred Weber als Kandidat für das Amt des EU-Kommissionspräsidenten begrüßte Berger die Nominierung Ursula von der Leyens als Alternativkandidatin. Ein mögliches Scheitern ihrer Wahl und die damit verbundene weitere Suche nach Kandidaten beschrieb er als „Reise nach Jerusalem ohne Stühle“.

## Veröffentlichungen und Gastbeiträge
- Schöne neue Krypto-Welt? Biss35, S. 24–25 (Ausgabe April 2021) [online] Verfügbar unter: [26]
- The EU must provide regulation and innovation to the crypto asset industry. Brussels Morning. 17. Februar. [online] Verfügbar unter: [27]
- The Future is Crypto. EU must embrace technologies and improve the efficiency of the financial system. The Parliament Magazine. [online] Verfügbar unter: [28]
- Zuckerbergs Zentralbank? Europas Antwort auf Facebooks Währungspläne. Die Politische Meinung, 560, S. 110–113 (2020). Verfügbar unter:
- „Wir brauchen freiwillige Datenspenden“. Rheinische Post. 27. März. [online] Verfügbar unter:
- Zuckerberg darf nicht zur Zentralbank werden. Frankfurter Allgemeine Zeitung (2019)

## Ehrenamtliches Engagement
Neben der parlamentarischen Arbeit war er im Beirat der Gesellschaft für Beschäftigungsförderung des Kreises Viersen und im Beirat der Justizvollzugsanstalt Willich I. Zudem ist er Vizepräsident des Arbeiter-Samariter-Bundes Nordrhein-Westfalen, Mitglied des Verwaltungsrats des Bau- und Liegenschaftsbetriebs NRW (BLB) und stellvertretendes Mitglied der Medienkommission der LfM NRW. Von 2005 bis 2012 war Berger Mitglied im Kuratorium der Heinrich Hertz-Stiftung. Außerdem ist er Mitglied im Kuratorium der Johannes-Rau-Forschungsgemeinschaft.
Berger ist Mitglied des Freundes- und Förderkreises der Jungen Union NRW e.V.
Darüber hinaus ist er Mitglied der überparteilichen Europa-Union Deutschland, die sich für ein föderales Europa und den europäischen Einigungsprozess einsetzt.